# Épidémie de peste à Malte en 1592-1593
L'épidémie de peste à Malte en 1592-1593 est la première des épidémies de peste documentées à Malte depuis l'arrivée des Hospitaliers de l'ordre de Saint-Jean de Jérusalem.

## Famine de 1591
Depuis le début du XVIe siècle et l'arrivée des chevaliers, la population maltaise est très dépendante de la Sicile pour ses importations de blé. Or une disette catastrophique affecte la Sicile entre 1590 et 1592, et donc Malte par ricochet. Les habitants proches du Grand Port bénéficient de la proximité des chevaliers, bien approvisionnés, mais les campagnes plus éloignées souffrent de malnutrition.

## Arrivée de la peste en 1592
En 1592, quatre galions du grand duc de Toscane Ferdinand Ier de Médicis sollicitent du grand maître Hugues Loubens de Verdalle un pilote pour une course dans les eaux du Proche-Orient. La chance leur semble d'abord favorable puisqu'ils capturent près d'Alexandrie un navire et une galère turques avec 150 hommes à leur bord et une grande quantité de riz, d’épices et de lin. Apprenant que la peste sévit à Alexandrie, ils se dépêchent de rejoindre Malte en avril 1592, alors que les premiers cas sont déjà déclarés à bord. Vingt-deux sont déjà décédés sur les navires avant d'atteindre l'archipel. À l'époque, Malte ne possède pas encore son lazaret, les malades sont donc débarqués dans l'ancienne infirmerie de Città Vittoriosa. Il faut plusieurs jours aux médecins pour diagnostiquer la peste sur les malades. Il a d'ailleurs été proposé que cette épidémie ait été plutôt due au typhus, dont les signes pulmonaires peuvent être proches de ceux de la peste.

## Propagation et éradication de la maladie

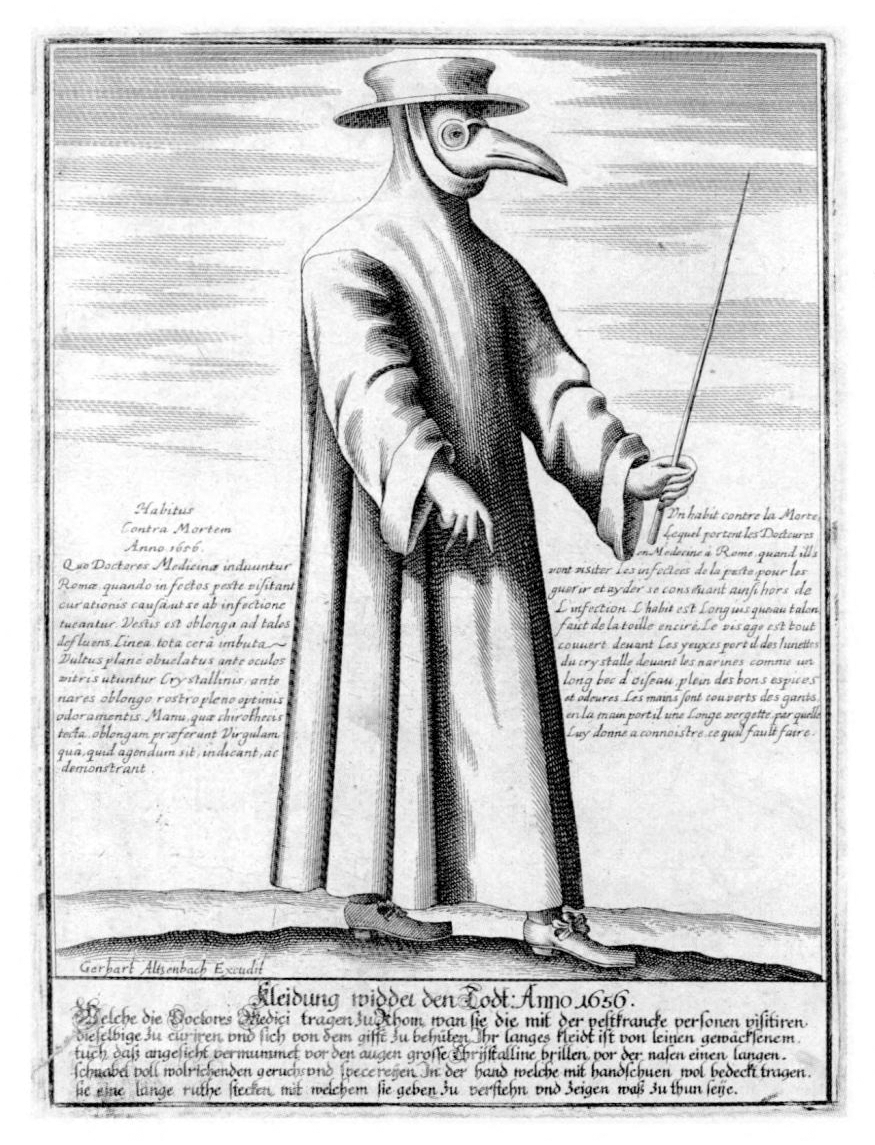
Habits d'un médecin soignant la peste vers 1656

L'installation des malades sur l'île permet à la maladie de se propager rapidement. En septembre, la mortalité est déjà importante autour du Grand Port. En novembre, elle se répand dans toute l'île et les campagnes. Malgré une contagion rapide, le pouvoir ne réagit que mollement ; il est vraisemblable que les chevaliers répugnent à isoler l'île de ses liens économiques. La maladie continue sa progression, avec un pic de mortalité entre janvier et mars 1593. 
Sous la demande de l'Ordre, le vice-roi de Sicile envoie à Malte un médecin sicilien réputé, Pietro Parisi, qui débarque en mai 1593. Il constate que la maladie décline autour du port mais qu'elle continue ses ravages dans les campagnes. Sitôt débarqué, Parisi prend des mesures efficaces pour isoler les malades et mettre en quarantaine leur entourage. En septembre 1593, les médecins constatent que l'épidémie est enrayée. Les échanges maritimes peuvent bientôt reprendre. Le 15 janvier 1594, une messe solennelle concrétise la fin du fléau.
En remerciement pour son action, les chevaliers offrent à Parisi de recevoir son fils au sein de l'Ordre comme chevalier de grâce (sans exigence des titres de noblesses requis) de Langue d'Italie.

## Conséquences
Un rapport du conseil rendu le 29 janvier 1594 fait état de 3 314 décès dans toute l’île de Malte qui comprenait environ 27 000 individus avant l'épidémie. La mortalité est ainsi estimée à 12,3 % de la population totale de l'île, avec un taux plus important dans les campagnes, probablement à cause des mauvaises conditions sanitaires dues aux disettes. Aujourd'hui encore, le cimetière de Ħal Kirkop témoigne du grand nombre de victimes.

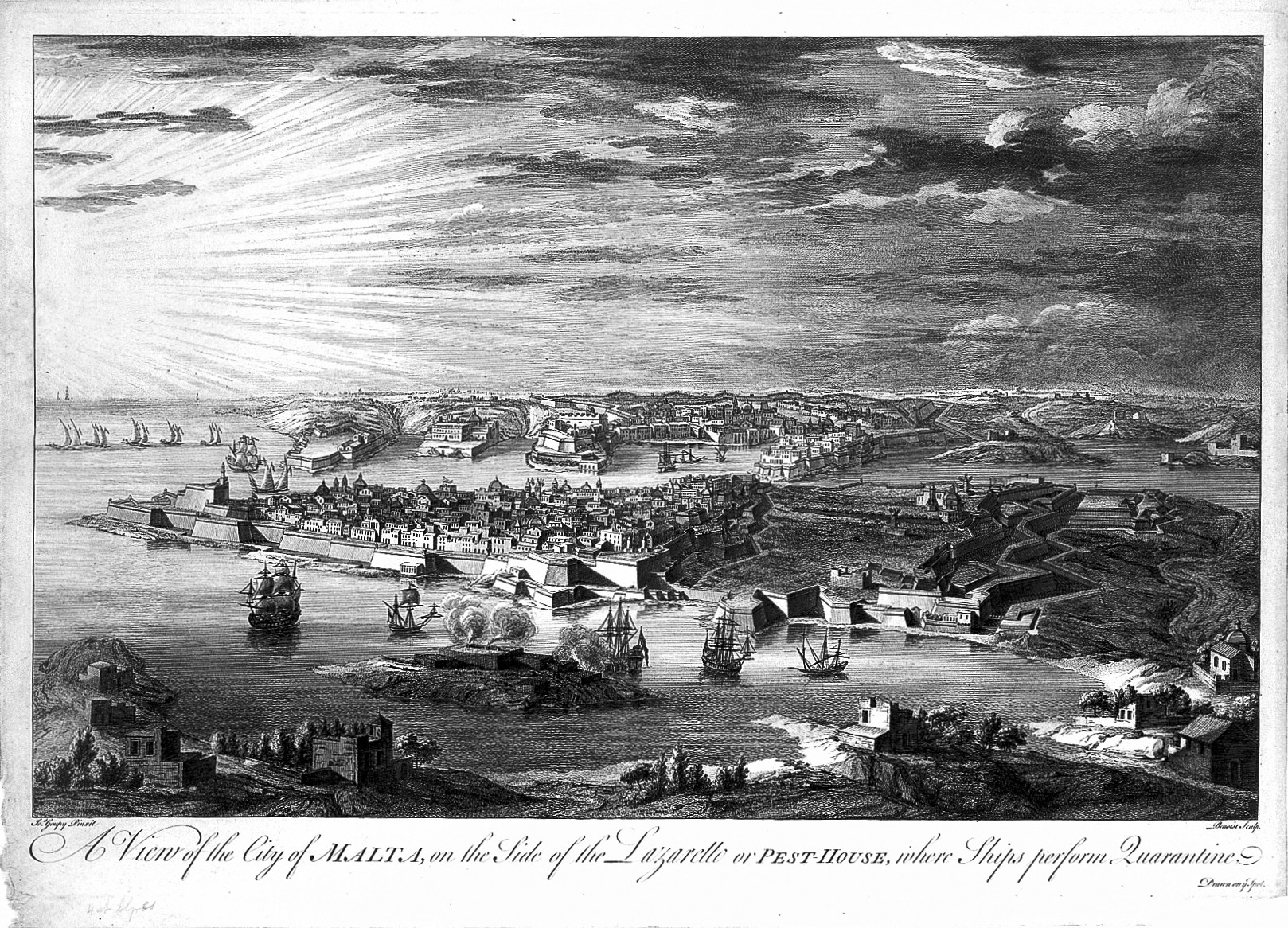
Gravure de 1720 montrant au premier plan le quartier de quarantaine de l'île Manoel.

L'épidémie fait prendre conscience de la fragilité des mesures sanitaires en vigueur. Il est désormais décidé un contrôle plus strict des navires qui entrent au port. En 1647, un lazaret est construit sur l'île de la baie de Marsamxett (qui prendra plus tard le nom d'île Manoel). Malte profitera économiquement de cette installation puisqu'un grand nombre de navires, en provenance de Méditerranée orientale, choisiront de faire leur quarantaine dans le port bien approvisionné de Malte pour obtenir leur patente de non-contagion, nécessaire pour débarquer ensuite directement leur port de destination.